# 德國保守黨
德國保守黨（德語：Deutschkonservative Partei，DkP）是德意志帝國時期的一個右翼政黨，它成立於1876年，代表富有的容克地主精英利益。
該黨是對德國統一、普遍而平等的選舉權和快速工業化的回應。該政黨從一個擁有廣泛意識形態的團體轉變為了俾斯麥德國時期的一個重要利益集團。1870年代初期，奧托·馮·俾斯麥在民族自由黨的基礎上建立了自己的多數黨，這一政黨強調自由貿易和反天主教。俾斯麥在1870年代後期與他們決裂，隨後德國保守黨和自由保守黨將東方擁有土地的容克階級和主要城市中迅速發展的工業領導聚集在一起。他們成為了俾斯麥及其後繼總理的主要支持來源。
根據羅伯特·M·貝爾達爾（Robert M. Berdahl）的說法，這種重新聚集說明了“傳統的土地貴族在緩慢而痛苦的過程中適應了其在資本主義階級體系中的新位置，而該體系已經取代了普魯士社會的前資本主義階級結構”。